# Nosarzewo Borowe (gromada)
Nosarzewo Borowe (do 30 XII 1959 Piegłowo) – dawna gromada, czyli najmniejsza jednostka podziału terytorialnego Polskiej Rzeczypospolitej Ludowej w latach 1954–1972.
Gromady, z gromadzkimi radami narodowymi (GRN) jako organami władzy najniższego stopnia na wsi, funkcjonowały od reformy reorganizującej administrację wiejską przeprowadzonej jesienią 1954 do momentu ich zniesienia z dniem 1 stycznia 1973, tym samym wypierając organizację gminną w latach 1954–1972.
Gromadę Nosarzewo Borowe siedzibą GRN w Nosarzewie Borowym utworzono 31 grudnia 1959 w powiecie mławskim w woj. warszawskim w związku z przeniesieniem siedziby GRN gromady Piegłowo z Piegłowa do Nosarzewa Borowego i zmianą nazwy jednostki na gromada Nosarzewo Borowe; równocześnie do nowo utworzonej gromady Nosarzewo Borowe włączono obszar zniesionej gromady Garlino-Komonino.
30 czerwca 1963 z gromady Nosarzewo Borowe wyłączono wsie Purzyce-Rozwory i Kluszewo-Sokólnik i włączono je do gromady Grudusk w powiecie ciechanowskim w tymże województwie.
Gromada przetrwała do końca 1972 roku, czyli do kolejnej reformy gminnej.